# Danny Gabbidon
Daniel „Danny“ Gabbidon (* 8. August 1979 in Cwmbran, Wales) ist ein walisischer Fußballspieler und -trainer.

## Karriere

### Verein
Von 1998 bis 2000 spielte Gabbidon für den Verein West Bromwich Albion und wechselte leihweise zu Cardiff City. In seiner einmonatigen Leihzeit absolvierte er sieben Spiele und überzeugte den Verein, welcher Gabbidon prompt unter Vertrag nahm. Bei Cardiff City erzielte er in fünf Jahren zehn Tore in 190 Spielen. Bislang waren dies seine einzigen Pflichtspieltore seiner Karriere. Seit 2005 war der Innenverteidiger bei West Ham United engagiert.
Im Sommer 2011 wurde sein auslaufender Vertrag jedoch nicht verlängert. Nach einem Probetraining fand Gabbidon beim Premier-League-Aufsteiger Queens Park Rangers eine neue Anstellung und unterschrieb einen Einjahresvertrag. Im Sommer 2012 lief sein Vertrag bei Queens Park aus und er wechselte im September 2012 zu Crystal Palace. Im September 2015 kehrte er zu Cardiff zurück, wo er kurzzeitig auch Interimstrainer war. Im August 2015 wechselte er als Spielertrainer zum walisischen Viertligisten AFC Panteg, wo er mit seinem Bruder David spielt.

### Nationalmannschaft
Gabbidon spielte 17 Spiele für die U-21-Auswahl seines Landes. Sein Debüt für das A-Team feierte er am 27. März 2002 im freundschaftlichen Länderspiel gegen die Tschechische Republik. Am 16. November 2005 führte er sein Team gegen Zypern als Kapitän aufs Feld. Das Spiel in Limassol endete 1:0 für Zypern.

## Auszeichnungen
2005 wurde er zu Wales’ Fußballer des Jahres gewählt. Im Jahr 2006 belegte er bei der Abstimmung zum „Hammer of the Year“, der Auszeichnung zum besten West-Ham-Spieler der Saison, den zweiten Platz hinter Marlon Harewood.